# Walter Heinrich Müller
Walter Heinrich Müller, auch Müller-Glinz (* 22. Februar 1861 in Guggenbühl, Winterthur; † 25. August 1948 in Amriswil; heimatberechtigt in Winterthur), war ein Schweizer Modelleur und Kunstgewerbelehrer.

## Leben und Werk
Müller war das vierte von sechs Kindern des Schulleiters Johann Jakob Müller (1827–1901) und dessen Ehefrau Maria Magdalena geborene Merk (1831–1901). Er studierte nach dem Besuch der Sekundarschule in Winterthur an der Industrieschule in Zürich sowie am Technikum in Winterthur. Im Anschluss wechselte er an die École nationale supérieure des arts décoratifs sowie die École des Beaux-Arts nach Paris, dort erhielt er zusätzlich Weiterbildungen als Maler und Modelleur in verschiedenen Ateliers für Keramik. 1887 nahm Müller ein Studium an der Kunstgewerbeschule in Wien auf, das er 1889 abschloss. 
Nach seiner Rückkehr in die Schweiz gründete Müller 1885 ein Terracotta-Geschäft in Amriswil, 1889 folgte er einem Ruf als Hauptlehrer der kunstgewerblichen Abteilung an die Industrieschule nach Bragança in Nordportugal. 1891 übersiedelte er als Professor an das königliche Institut für Kunst, Industrie und Handel nach Oporto. Müller, dem dieses Institut zahlreich Anregungen verdankte, kehrte 1900 endgültig in die Schweiz zurück, dort übernahm er eine Lehrerstelle an der Kunstgewerbeschule des Bieler Technikums, die er 1923 krankheitsbedingt niederlegte. 
Das künstlerische Œuvre des in Frankreich, Portugal, Österreich sowie der Schweiz wirkenden Künstlers umspannt insbesondere Entwürfe für Kunstgewerbe und Porträtreliefs für Grabmäler.
Müller heiratete am 10. September 1894 in Winterthur die in Singapur geborene Mathilde Charlotte Wilhelmina Glinz (1872–1944). Aus dieser Verbindung entstammte die Tochter Marie Anna Hedwig (1895–1975). 
Der 1923 an Arteriosklerose erkrankte Müller verstarb im Spätsommer 1948 im Alter von 87 Jahren in Amriswil.